# Daň z přidané hodnoty

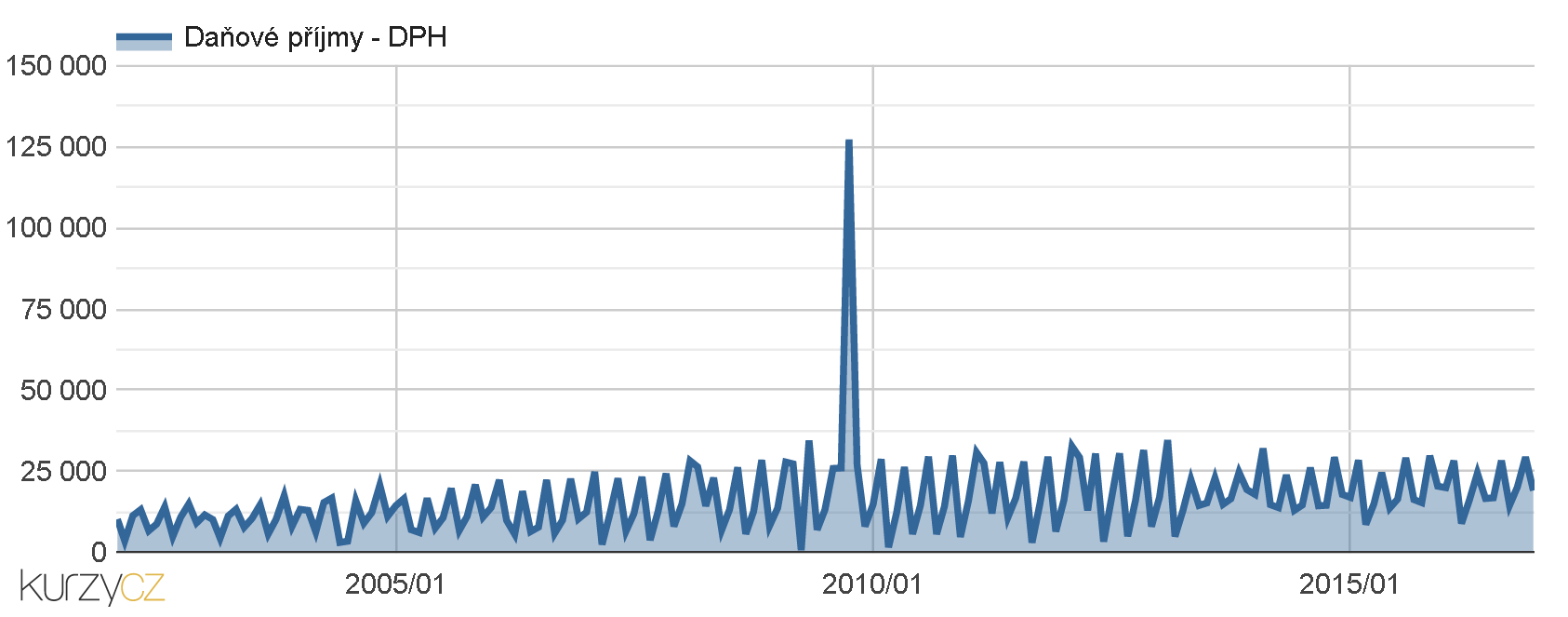
Rozpočet ČR, příjmy z DPH

Daň z přidané hodnoty (zkratka DPH) tvoří jeden z nejdůležitějších příjmů státního rozpočtu. Platí ji všichni při nákupu většiny zboží a služeb, proto se jí také někdy říká univerzální daň nebo též všestranná daň. Princip této daně je v tom, že dodavatel, pokud je registrován jako plátce, musí odvést z obchodu část hodnoty, pokud je tento obchod předmětem daně. Naopak odběratel si za jistých podmínek může zažádat o vrácení daně, kterou při obchodu dodavateli (plátci) zaplatil. Hlavní výhodou této daně je, že se snadno vymáhá a subjekty se jejímu placení mohou hůře vyhnout.
Je to typ nepřímé daně, protože není možné dopředu jednoznačně určit daňového poplatníka, tedy osobu, která bude v konečné fázi daň platit. Definována může být pouze osoba, která konkrétní nepřímou daň odvádí státu, tedy plátce daně.
V České republice byla tato daň zavedena 1. ledna 1993 a nahradila tak dříve používanou daň z obratu.
| Stát        | základní sazba | snížená sazba             |
| ----------- | -------------- | ------------------------- |
| Česko       | 21 %           | 12 %                      |
| Belgie      | 21 %           | 12 (6) %                  |
| Dánsko      | 25 %           | není                      |
| Estonsko    | 22 %           | 9 (5) %                   |
| Finsko      | 24 %           | 14 (10) %                 |
| Francie     | 20 %           | 10 (5,5) %                |
| Chorvatsko  | 25 %           | 10 %                      |
| Lucembursko | 17 %           | 14 (8) %                  |
| Maďarsko    | 27 %           | 18 %                      |
| Malta       | 18 %           | 5 %                       |
| Německo     | 19 %           | 7 %                       |
| Nizozemsko  | 21 %           | 9 % (21% daň z pojištění) |
| Polsko      | 23 %           | 8 (5) %                   |
| Rakousko    | 20 %           | 10 %                      |
| Řecko       | 24 %           | 13 (6) %                  |
| Slovensko   | 20 %           | 10 %                      |
| Slovinsko   | 22 %           | 9,5 %                     |
| Švédsko     | 25 %           | 12 (6) %                  |
| Švýcarsko   | 7,7 %          | 2,5 (3,7) %               |

## Historie
Německo a Francie byly prvními zeměmi, které zavedly DPH ve formě obecné spotřební daně během 1. světové války. Tvůrce DPH, tehdy zvané taxe sur la valeur ajoutée (francouzsky TVA), byl francouzský ekonom Maurice Lauré. Poprvé použil daň v roce 1954, kdy se po druhé světové válce stal ředitelem francouzské daňové správy (Direction générale des impôts) v kolonii Ivory Coast (Côte d'Ivoire). Po úspěšném experimentu byla ve Francii zavedena v roce 1958. Daň se z počátku vztahovala pouze na velké korporace, časem se ale rozšířila na všechny druhy zboží. V současné době tvoří DPH ve Francii přes polovinu příjmů státu.

## Princip
Princip daně z přidané hodnoty spočívá v odvedení daně pouze z rozdílu ceny mezi vstupy a výstupy, tedy z toho, o kolik se cena zboží u něho zvýší (kolik k hodnotě přidá). Subjekt platí dodavatelům cenu včetně této daně a dodavatel sám dostává zaplaceno za zboží včetně této daně. Do státního rozpočtu pak odvede rozdíl mezi obdrženou a zaplacenou daní, případně mu může daň být vrácena.

### Příklad
Snížená sazba DPH v Česku činí 12 %.

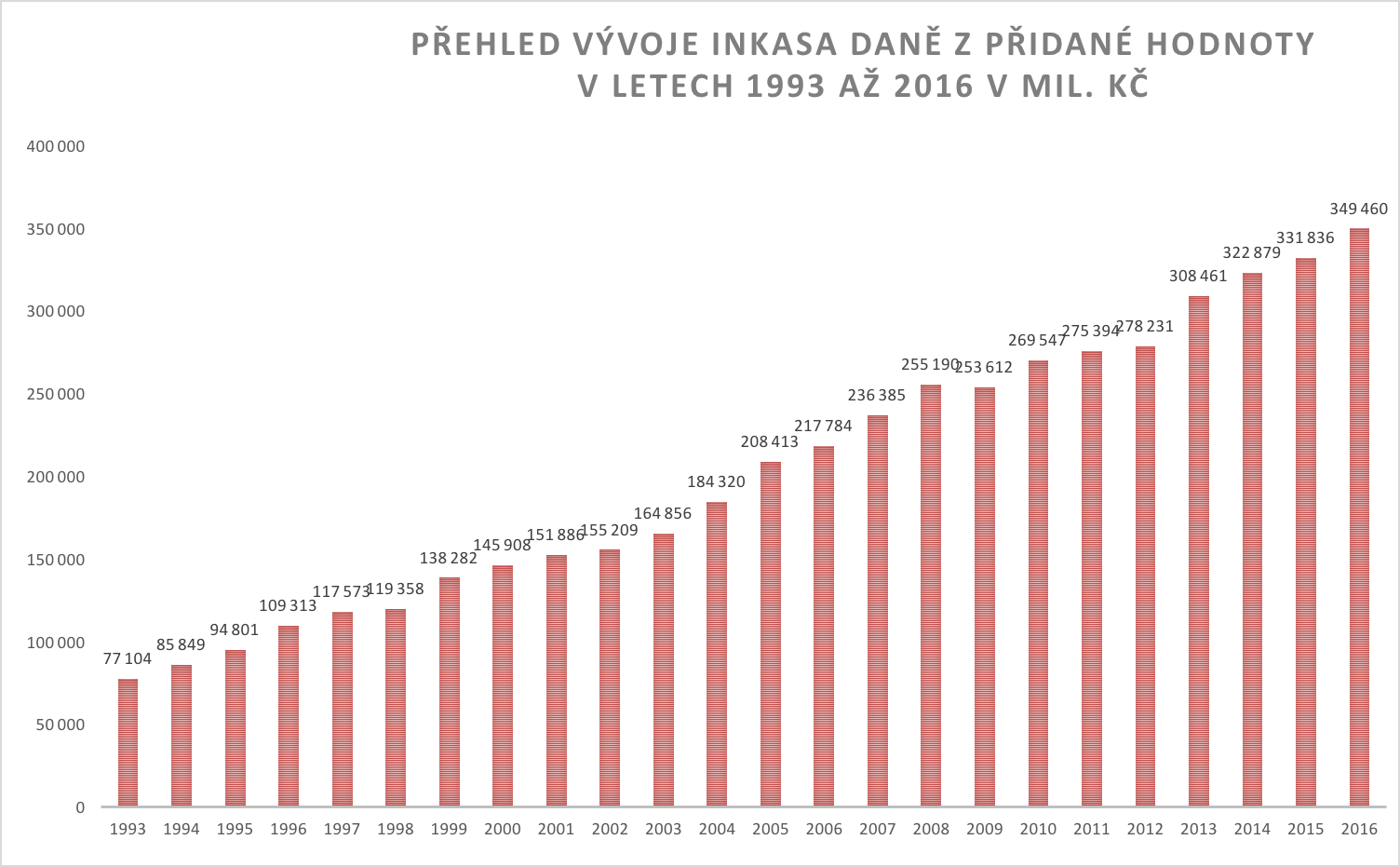
Přehled vývoje inkasa daně z přidané hodnoty v letech 1993 až 2016 v mil. Kč

Obchodník zakoupí od svého dodavatele zboží za 1120 Kč – z toho 1000 Kč tvoří cena zboží a 120 Kč tvoří DPH, kterou dodavatel odvede státu. Obchodník zboží rozveze svým odběratelům a prodá za 1680 Kč. Z toho 1500 Kč činí cena zboží a 180 Kč DPH. Při vyčíslení daně obchodník od DPH na výstupu (180 Kč) odečte DPH na vstupu (120 Kč) a odvede rozdíl: 60 Kč. To znamená, že mu vznikla daňová povinnost odvést státu 60 Kč, v případě záporného rozdílu mu vznikne nadměrný odpočet, který mu finanční úřad vrátí na účet.
Příklad je samozřejmě značně zjednodušen, aby ilustroval princip. Existují různé sazby daně a lze odpočíst i DPH ze zboží, které obchodník potřebuje pro svou činnost.

## Přidaná hodnota
Daní se tedy vlastně hrubá marže, což je ona „přidaná hodnota“.

## Předmět daně
Předmětem daně je dodání zboží, převod nemovitosti  nebo poskytnutí služby za úplatu fyzickou nebo právnickou osobou, která samostatně uskutečňuje ekonomické činnosti, s místem plnění v tuzemsku. Předmětem daně je považováno také pořízení zboží z jiného členského státu Evropské unie za úplatu, uskutečněné v tuzemsku osobou povinnou k dani v rámci uskutečňování ekonomické činnosti a také pořízení nového dopravního prostředku z jiného členského státu za úplatu osobou, která není osobou povinnou k dani. Dále je předmětem daně dovoz zboží s místem plnění v tuzemsku.
Zdanitelné plnění je plnění, které je předmětem daně a není osvobozené od daně.

## Vynětí z předmětu daně
Ze zákona č. 235/2004 Sb., o dani z přidané hodnoty § 2a není předmětem daně pořízení zboží z jiného členského státu, jestliže dodání tohoto zboží bylo v tuzemsku osvobozeno od daně podle § 68 odst. 1 až 10. Dále je-li v členském státě zahájení odeslání nebo přepravy tohoto zboží předmětem daně s použitím zvláštního režimu pro obchodníky se specifickým zbožím (použité zboží, umělecká díla, sběratelské předměty a starožitnosti) nebo s použitím pro prodej veřejnou dražbou a nebo s použitím přechodného režimu pro použité dopravní prostředky.
Zboží není předmětem daně, pokud celková hodnota pořízení zboží z jiného členského státu nepřekročila hranici 326 000 Kč v příslušném ani v předcházejícím roce a bylo pořízeno osobou povinnou k dani se sídlem v tuzemsku, která není plátcem nebo osvobozenou osobou, která není plátcem nebo osobou povinnou k dani, která uskutečňuje pouze plnění osvobozená od daně bez nároku na odpočet daně nebo na kterou se v jiném členském státě vztahuje společný režim daňového paušálu pro zemědělce a nebo právnickou osobou nepovinnou k dani.
Vynětí z předmětu daně se nevztahují na pořízení zboží, které je předmětem spotřební daně nebo pořízení nového dopravního prostředku.

## Plátce DPH
Plátcem daně z přidané hodnoty je každý subjekt se sídlem, provozovnou či místem podnikání registrovaný jako plátce DPH. V Česku se plátcem musí povinně stát subjekt, jehož obrat přesáhl za 12 po sobě jdoucích kalendářních měsíců částku 2 000 000 Kč. Výjimku tvoří osoba, která uskutečňuje pouze plnění osvobozená od daně bez nároku na odpočet daně. 
Přihlášku k registraci musí podat do 15 dnů po skončení termínu, v němž subjekt překročil stanovený limit a plátcem se stává prvního dne druhého měsíce následujícího po měsíci, ve kterém překročil stanovený obrat. Pokud to neudělá, je mu finanční úřad povinen ze zákona udělit pokutu 10 % ze všech příjmů za období, v němž měl být plátcem daně a nebyl.
Od 1. ledna 2010 se plátcem DPH stává každý český podnikatel, který poskytne nebo přijme službu od podnikatele registrovaného k DPH v jiném státu EU. Tedy bez ohledu na výši obratu (od 1 Kč). Kromě toho zákon určuje speciální situace, za kterých je třeba okamžitě se k DPH registrovat. Firmy i podnikatelé se taktéž mohou stát dobrovolným plátcem DPH.
V ČR existuje státem vedený Registr plátců DPH, kde si kdokoli může zjistit, zda je daný subjekt plátcem DPH či nikoli.

## Poplatník DPH
Daňový subjekt, který ze zákona hradí daň z předmětu svého zdanění.

## Úprava DPH ze strany Evropské unie
Evropská unie vymezuje zboží a služby, které mohou (ale nemusí) být předmětem snížené sazby (či snížených sazeb) DPH, a stanovovala minimální výši základní sazby DPH (15 %) a minimální výši snížené sazby DPH (5 %). Dále stanovuje zboží a služby, které mohou být od DPH osvobozeny. Povinnost minimální sazby 15 % vypršela koncem roku 2015 a Evropská komise má v plánu ji obnovovat.
V lednu 2013 byla základní sazba v členských státech EU v rozmezí 15 % (Lucembursko) až 27 % (Maďarsko). Všechny státy kromě Dánska také měly alespoň jednu sníženou sazbu. Od roku 2015 zvýšilo Lucembursko základní sazbu DPH na 17 %.

## Sazby DPH
Existují různé sazby DPH. Ekonom Miroslav Zámečník ale uvádí, že z ekonomického hlediska by měla samozřejmě být obecně pouze jedna sazba, ale různé sazby jsou udržovány čistě z politických důvodů.
Daň z přidané hodnoty v Česku je rozdělena do dvou sazeb:
- základní sazba DPH ve výši 21 %,
- snížená sazba DPH ve výši 12 %.

Plátci DPH musí na svá uskutečněná zdanitelná plnění uplatňovat základní sazbu DPH, pokud zákon nestanoví jinak. Uplatňovat sníženou sazbu DPH mohou jen v případech vyjmenovaných v zákoně.
Snížená sazba se uplatňuje na teplo, chlad a zboží uvedené v příloze 3 zákona o DPH. Dani také podléhají služby uvedené v příloze 2, kam patří například ubytovací služby, pozemní a vodní hromadná doprava osob a jejich zavazadel, zdravotní či sociální péče. Snížená sazba platí také pro stravovací služby a podávání nápojů. Patří sem veškeré restaurační, cateringové a ostatní stravovací služby a podávání nápojů – v příloze 2 uvedeny pod kódem 56. Podávání alkoholických nápojů nebo tabákových výrobků má stále základní sazbu DPH.
U dovozu uměleckých děl, sběratelských předmětů a starožitností uvedených v zákonu se uplatňuje první snížená sazba daně. Při dodání zboží nebo pořízení zboží z jiného členského státu, která obsahují druhy zboží podléhající různým sazbám daně, se uplatní nejvyšší z těchto sazeb, čímž není dotčena možnost uplatnit u každého druhu zboží příslušnou sazbu daně samostatně.
V letech 2015–2023 existovala ještě druhá snížená sazba, která činila 10 %. Uplatňovala se na položky uvedené v již neexistující příloze 3a) zákona o DPH. Této sazbě podléhaly např. knihy, léky, nenahraditelná dětská výživa, suroviny určené k výrobě potravin pro lidi s celiakií a fenylketonurií.
V českém systému DPH fakticky existuje další sazba DPH, a to 0%, byť není formálně označena jako zvláštní sazba. Nulová sazba představuje zboží a služby osvobozené od daně, avšak s nárokem na odpočet (§ 63 Zákona o DPH). Z běžného zboží jsou to tištěné či audio knihy, dále pak činnosti související s dovozem a vývozem zboží a služeb.

## Samovyměření daně
Samovyměření daně z přidané hodnoty je novým prvkem, který si vynutil přeshraniční obchod v rámci Evropské unie. Dovozce zboží a služeb, který vyměřuje daň na výstupu, si sám vyměří daň na vstupu. Tu pak uplatní jako odpočet při vyúčtování s finančním úřadem. Minimální DPH v EU činí 5 % (dáno právem EU).

## Režim přenesení daňové povinnosti
Tuzemské přenesení daňové povinnosti se týká nákupu zlata, pořízení nemovitostí, stavebních a montážních prací, dodávek mobilních telefonů, poskytování telekomunikačních služeb, prodeji herních konzolí, tabletů či notebooků.

## Historie české sazby DPH
| Období                  | základní sazba | snížená sazba | druhá snížená sazba |
| ----------------------- | -------------- | ------------- | ------------------- |
| 1. 1. 1993–31. 12. 1994 | 23 %           | 5 %           | –                   |
| 1. 1. 1995–30. 4. 2004  | 22 %           | 5 %           | –                   |
| 1. 5. 2004–31. 12. 2007 | 19 %           | 5 %           | –                   |
| 1. 1. 2008–31. 12. 2009 | 19 %           | 9 %           | –                   |
| 1. 1. 2010–31. 12. 2011 | 20 %           | 10 %          | –                   |
| 1. 1. 2012–31. 12. 2012 | 20 %           | 14 %          | –                   |
| 1. 1. 2013–31. 12. 2014 | 21 %           | 15 %          | –                   |
| 1. 1. 2015–31. 12. 2023 | 21 %           | 15 %          | 10 %*               |
| od 1. 1. 2024           | 21 %           | 12 %          | –                   |

*Sazba platila jen pro zboží uvedené v příslušné příloze zákona o DPH (příloha č. 3a v letech 2015–2023), např. pro kojeneckou výživu, vybrané mlýnské výrobky, léky, knihy a hudebniny.